# Álex Baena
Alejandro Baena Rodríguez (Roquetas de Mar, Almería, 20 de julio de 2001), más conocido como Álex Baena, es un futbolista español. Juega de centrocampista en el Atlético de Madrid de la Primera División de España.

## Trayectoria
Baena nació en Roquetas de Mar, Almería, Andalucía, y se incorporó a la cantera del Villarreal C. F. en 2011, procedente del C. D. Roquetas.
Debutó como sénior con el Villarreal C. F. "C" el 21 de diciembre de 2018, en un partido de la Tercera División frente al Rayo Ibense. En la temporada 2019-20 ascendió al Villarreal C. F. "B", debutando en Segunda División B el 14 de septiembre de 2019, en la victoria de su equipo por 3-0 frente a la U. E. Llagostera. En esta temporada, y dado su progresión, también logró debutar con el primer equipo del Villarreal C. F., en un partido de la Primera División frente a la Real Sociedad, y el 22 de octubre de 2020 disputó su primer partido en competición europea, en la Liga Europa de la UEFA 2020-21, en la victoria del Villarreal por 5-3 frente al Sivasspor.
En agosto de 2021 abandonó temporalmente el equipo castellonense para jugar cedido en el Girona F. C. Con este equipo consiguió el ascenso a Primera División, marcando un gol en el partido definitivo ante el C. D. Tenerife. Después de ello regresó a Villarreal, y el 13 de agosto, en la primera jornada del campeonato liguero, logró anotar dos tantos en el triunfo ante el Real Valladolid C. F. En la campaña 2023-24 fue el máximo asistente de la Primera División y en la 2024-25, su última en el club, ayudó al equipo a lograr la clasificación para la Liga de Campeones de la UEFA.
El 2 de julio de 2025 se hizo oficial su traspaso al Atlético de Madrid para las siguientes cinco temporadas.

## Selección nacional
Fue internacional sub-16, sub-17, sub-18, sub-19, sub-20 y sub-21 con la selección de fútbol de España. Con la sub-17 disputó el Campeonato Europeo Sub-17 de la UEFA 2018.
Debutó con la absoluta el 12 de septiembre de 2023 en Granada contra Chipre, en partido de clasificación para la Eurocopa 2024. Anotó el 5-0 en el minuto 77, a los dos minutos de entrar al terreno de juego, siendo el primer balón que tocaba como internacional.
En París 2024 se convirtió junto a Albert Rust y Fermín López Marín en los únicos jugadores en ganar oro olímpico y Eurocopa en el mismo año.

### Participaciones en Eurocopas
| Copa          | Sede     | Resultado | Partidos | Goles |
| ------------- | -------- | --------- | -------- | ----- |
| Eurocopa 2024 | Alemania | Campeón   | 2        | 0     |

### Goles internacionales
| Goles internacionales con España | Goles internacionales con España | Goles internacionales con España               | Goles internacionales con España | Goles internacionales con España | Goles internacionales con España | Goles internacionales con España |
| N.º                              | Fecha                            | Estadio                                        | Rival                            | Gol                              | Resultado                        | Competición                      |
| -------------------------------- | -------------------------------- | ---------------------------------------------- | -------------------------------- | -------------------------------- | -------------------------------- | -------------------------------- |
| 1.                               | 12 de septiembre de 2023         | Nuevo Estadio de Los Cármenes, Granada, España | Chipre                           | 5-0                              | 6-0                              | Clasificación Eurocopa 2024      |
| 2.                               | 15 de octubre de 2024            | Estadio Nuevo Arcángel, Córdoba, España        | Serbia                           | 3-0                              | 3-0                              | Liga de Naciones 2024-25         |

## Estadísticas

### Clubes
Actualizado al último partido disputado el 17 de agosto de 2025.
| Club                          | Div.          | Temporada     | Liga  | Liga  | Copas nacionales | Copas nacionales | Copas internacionales | Copas internacionales | Total | Total |
| Club                          | Div.          | Temporada     | Part. | Goles | Part.            | Goles            | Part.                 | Goles                 | Part. | Goles |
| ----------------------------- | ------------- | ------------- | ----- | ----- | ---------------- | ---------------- | --------------------- | --------------------- | ----- | ----- |
| Villarreal C. F. "C" · España | 3.ª           | 2018-19       | 1     | 0     | —                | —                | —                     | —                     | 1     | 0     |
| Villarreal C. F. "C" · España | 3.ª           | 2019-20       | 1     | 0     | —                | —                | —                     | —                     | 1     | 0     |
| Villarreal C. F. "C" · España | Total club    | Total club    | 2     | 0     | 0                | 0                | 0                     | 0                     | 2     | 0     |
| Villarreal C. F. "B" · España | 2.ª B         | 2019-20       | 23    | 0     | —                | —                | —                     | —                     | 23    | 0     |
| Villarreal C. F. "B" · España | Total club    | Total club    | 23    | 0     | 0                | 0                | 0                     | 0                     | 23    | 0     |
| Villarreal C. F. · España     | 1.ª           | 2019-20       | 1     | 0     | 1                | 0                | 0                     | 0                     | 2     | 0     |
| Villarreal C. F. · España     | 1.ª           | 2020-21       | 6     | 0     | 5                | 0                | 9                     | 2                     | 20    | 2     |
| Girona F. C. · España         | 2.ª           | 2021-22       | 42    | 5     | 3                | 0                | ―                     | ―                     | 45    | 5     |
| Girona F. C. · España         | Total club    | Total club    | 42    | 5     | 3                | 0                | 0                     | 0                     | 45    | 5     |
| Villarreal C. F. · España     | 1.ª           | 2022-23       | 35    | 6     | 4                | 2                | 9                     | 4                     | 48    | 12    |
| Villarreal C. F. · España     | 1.ª           | 2023-24       | 34    | 2     | 3                | 1                | 8                     | 2                     | 45    | 5     |
| Villarreal C. F. · España     | 1.ª           | 2024-25       | 32    | 7     | 1                | 0                | ―                     | ―                     | 33    | 7     |
| Villarreal C. F. · España     | Total club    | Total club    | 108   | 15    | 14               | 3                | 26                    | 8                     | 148   | 26    |
| Atlético de Madrid · España   | 1.ª           | 2025-26       | 1     | 0     | 0                | 0                | 0                     | 0                     | 1     | 0     |
| Atlético de Madrid · España   | Total club    | Total club    | 1     | 0     | 0                | 0                | 0                     | 0                     | 1     | 0     |
| Total carrera                 | Total carrera | Total carrera | 176   | 20    | 17               | 3                | 26                    | 8                     | 219   | 31    |
| 1. 2.                         |               |               |       |       |                  |                  |                       |                       |       |       |

## Palmarés

### Campeonatos internacionales
| Título                 | Equipo                       | Sede     | Año  |
| ---------------------- | ---------------------------- | -------- | ---- |
| Liga Europa de la UEFA | Villarreal C. F.             | Gdansk   | 2021 |
| Eurocopa               | Selección de España          | Alemania | 2024 |
| Juegos Olímpicos       | Selección de España (sub-23) | París    | 2024 |

### Distinciones individuales
| Distinción                                                  | Año     |
| ----------------------------------------------------------- | ------- |
| Trofeo Fibra Valencia al Mejor Jugador del Villarreal C. F. | 2024-25 |